# Estar solo
«Estar solo» es la cuarta pista del álbum Pateando piedras del grupo chileno Los Prisioneros. También está incluida en los discos recopilatorios Músicos, poetas y locos y en Antología, su historia y sus éxitos.

## Canción
Es una canción synth-pop cantada desde el punto de vista de un hombre que sufre de depresión.
Jorge González la describió como una combinación entre The Cure y Depeche Mode que «no resultó muy bien» y calificó la letra de «medio vergonzosa», considerándola una de las canciones más pobres del disco.

## Versiones
Carlos Cabezas, de la banda Electrodomésticos, grabó una versión house para el disco Tributo a Los Prisioneros (2000). En los coros de esta versión participaron Álvaro Henríquez (Los Tres), Roberto «el Rumpy» Artiagoitia y el propio Jorge González.

## En la cultura popular
Inspiró el título de la novela juvenil Algo malo dentro de mí (2018) de Roberto Fuentes.